# Kantele
Le kantele (prononcé [ˈkɑntele] en finnois) est un instrument à cordes pincées traditionnel de Finlande et de Carélie.
Des instruments proches existent dans de nombreuses régions du monde comme le kannel estonien, le kusle (en) maris, le gousli russe, le kokle (en) letton, ou le kanklės lituanien.
Le Kantele est aussi proche des anciens instruments d'Asie comme le qalun ouïghour, le gu zheng chinois, le Koto japonais et le gayageum coréen.

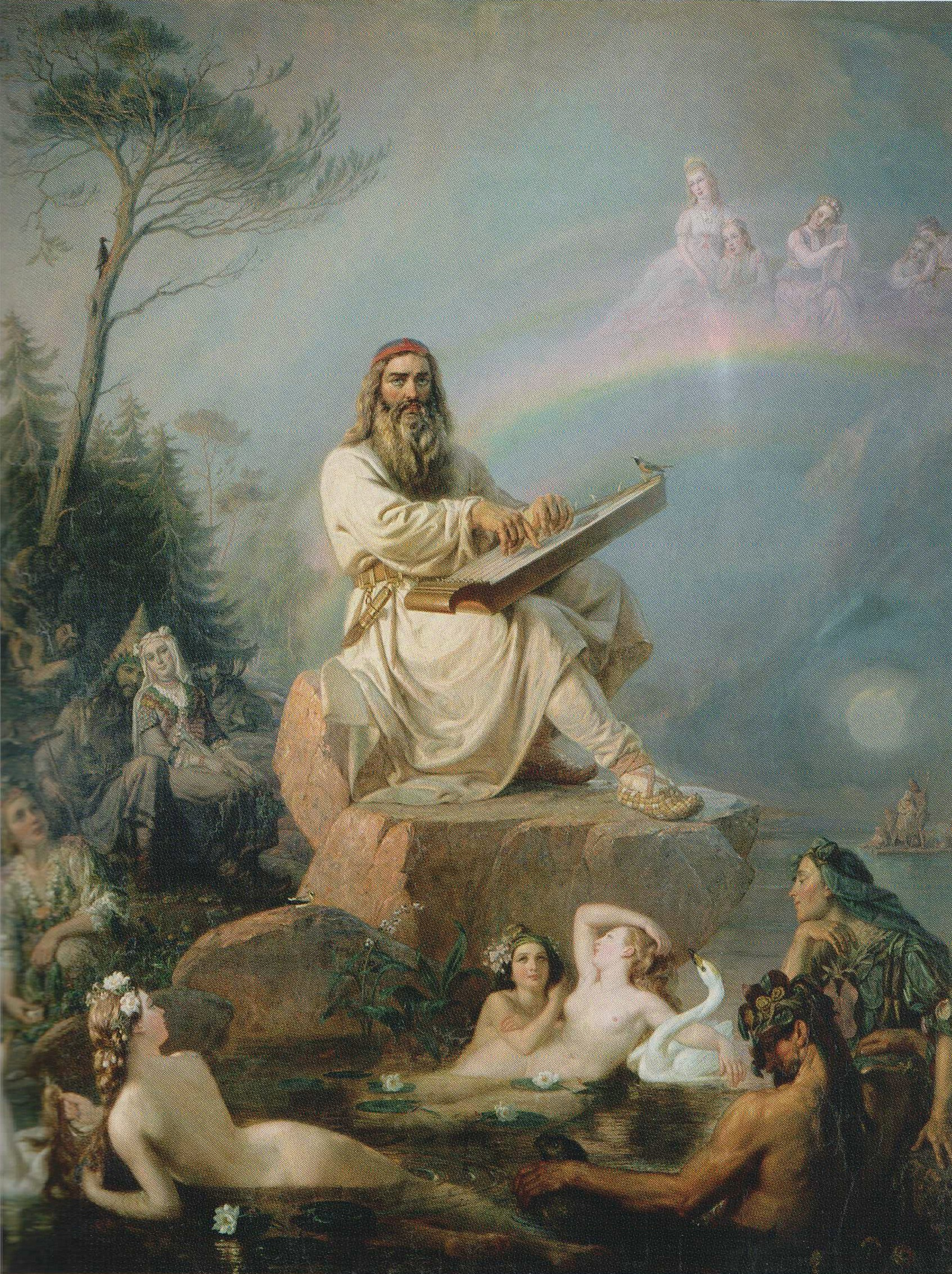
Robert Wilhelm Ekman: Väinämöinen jouant du Kantele, 1866

## Lutherie

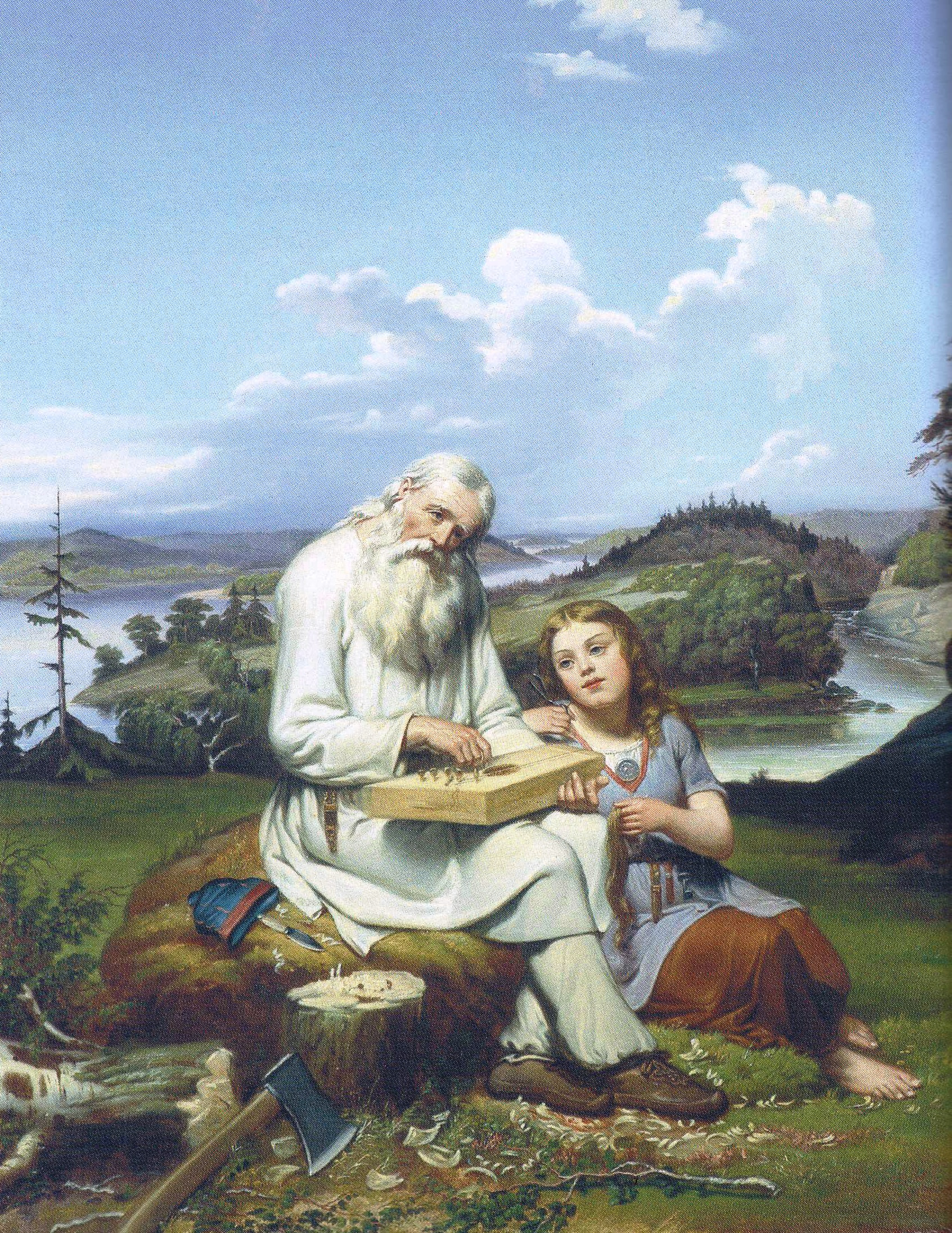
Johan Zacharias Blackstadius, Väinämöinen pince les cordes de son kantele, 1851.

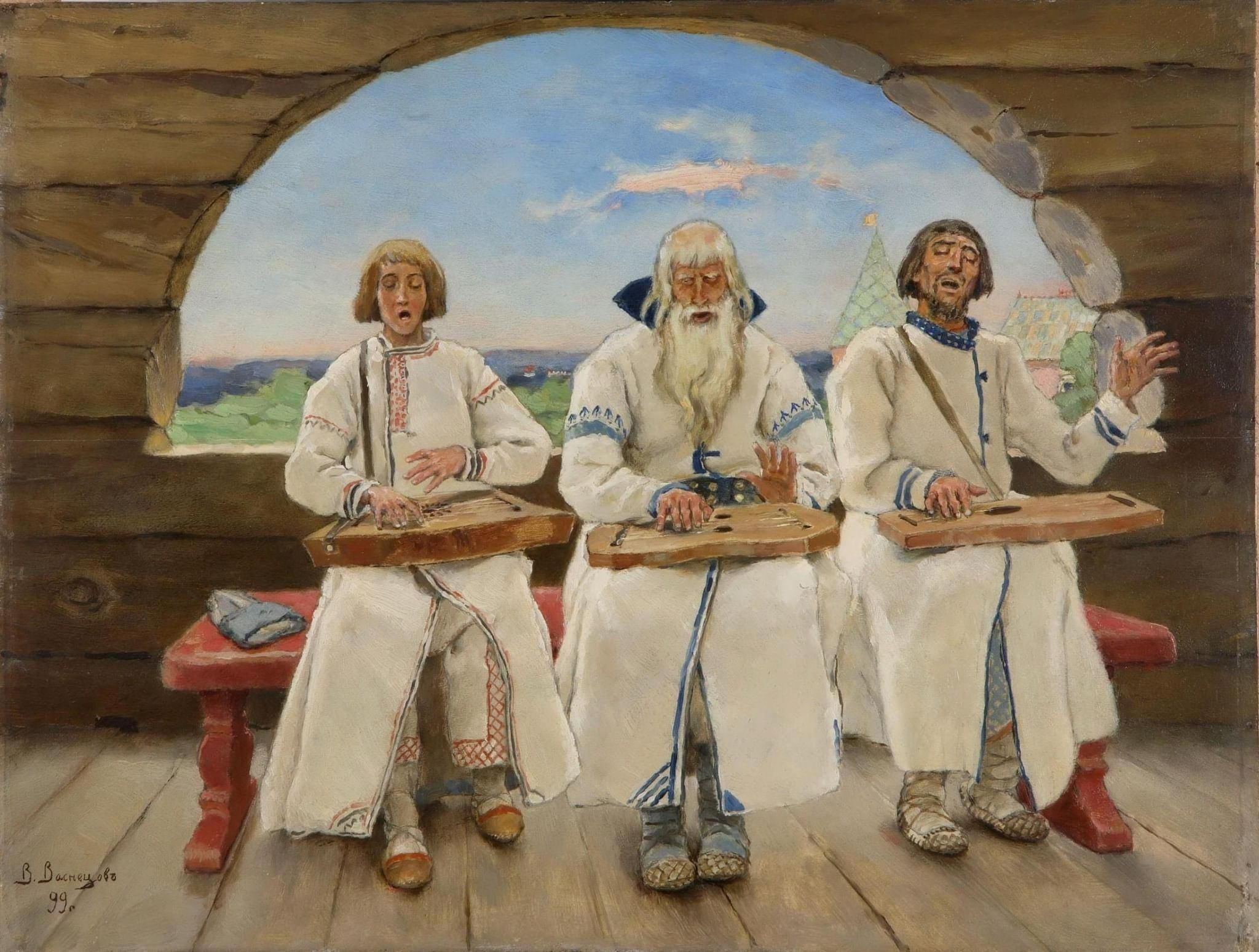
Viktor Vasnetsov, Le joueur de Gusli, 1899

Il est en bois et comporte traditionnellement 5 cordes. Les modèles plus récents (du XXe siècle principalement) peuvent comporter un nombre variable de cordes, de 5 à 40.

## Jeu
Le kantele est en général accordé suivant une gamme diatonique. Pour le kantele à cinq cordes, les accordages les plus courants sont en Ré majeur (Ré-Mi-Fa#-Sol-La), ou alternativement en Ré mineur (Ré-Mi-Fa-Sol-La). Les kantele à plus de cinq cordes sont le plus souvent accordés avec une gamme incomplète, où la septième est omise et où la corde la plus grave est accordée une quarte au-dessous de la tonique, faisant office de bourdon (exemple pour un kantele à 10 cordes : La-Si-Do#-Ré-Mi-Fa#-Sol-La-Si-Ré).
Le joueur de kantele pose son instrument à plat sur ses genoux ou sur une table. Pour les petits kantele de 5 à 15 cordes, on positionne l'instrument de façon que les cordes graves soit les plus éloignées de soi, à l'inverse des kantele de concert à plus de 30 cordes. Les cordes sont pincées avec les doigts pour jouer des arpèges ou des mélodies, ou bien grattées à l'aide d'un plectre pour jouer des accords, les doigts de la main libre bloquant les cordes ne faisant pas partie de l'accord désiré.
L'Association finlandaise de Kantele regroupe des joueurs de Kantele. Samppa Uimonen a fondé le Forum du Kalevala à Kitee et Martti Pokela a donné son nom à l'Académie Pokela de Haapavesi.

## Mythologie finnoise
Dans le Kalevala, l'épopée nationale finlandaise, le héros magicien Väinämöinen fabrique un kantele avec les os d'un brochet géant. Il est le seul capable d'en jouer et charme tous les hommes et créatures par sa musique. L'instrument est ensuite perdu en mer lors d'une tempête. Alors Väinämöinen en reconstruit un en bois de bouleau et de chêne, avec les cheveux blonds d'une vierge en guise de cordes.

## Les noms de l'instrument
L'instrument est connu par de nombreux peuples avec des noms différents:
- Caréliens : kantele, kandeleh
- Latgaliens : kūklis
- Lettons : kokle (en) et kokles
- Lives : kāndla
- Lituaniens : kanklės
- Maris : kärš et kusle (en)
- Polonais : gęśle
- Finnois : kantele
- Tatars : guslja, göslja et keslja
- Tchouvaches : kesle, kjosle et kysle
- Oudmourtes : krez
- Ukrainiens : husli
- Biélorusses : gusli
- Votes : kannõl, gousli et guusla
- Russes : gousli
- Vepses : kandel, stribunik
- Estoniens : kannel